# Рођена на Сени
„Рођена на Сени” је југословенски ТВ филм из 1966. године који је режирао Сава Мрмак. 

## Улоге
| Глумац              | Улога                                   |
| ------------------- | --------------------------------------- |
| Вишња Ђорђевић      | Играчица                                |
| Ђорђе Марјановић    | Певач                                   |
| Живан Милић         | Певач                                   |
| Лола Новаковић      | Певачица                                |
| Мића Орловић        | Водитељ                                 |
| Растко Чукић        | Солиста на усној хармоници              |
| Тихомир Петровић    | Певач                                   |
| Сенка Велетанлић    | Певачица (ас Сенка Велетанлић-Петровић) |
| Александар Вељковић | Играч                                   |
| Аница Зубовић       | Певачица                                |